# Aspa (Södermanland)
Aspa is een plaats in de gemeente Nyköping in het landschap Södermanland en de provincie Södermanlands län in Zweden. De plaats heeft 116 inwoners (2005) en een oppervlakte van 19 hectare.